# オーバーランダー滝
オーバーランダー滝（英語、Overlander Falls）とは、北アメリカ大陸の北西部を流れるフレーザー川の最上流部に存在する瀑布の1つである。フレーザー川の上流部における主要な支流であるロブソン川がフレーザー川に合流してくる場所よりも、さらに上流側に存在しており、フレーザー川の本流に存在する滝の中で最大とされている。

## 概要
およそ北緯53度01分50秒、西経119度12分16秒付近に位置しており、周辺地域はカナダのブリティッシュコロンビア州により、ロブソン山州立公園に指定されている。フレーザー川の本流の滝の中でも最大とされていて、滝の幅の平均は約18m、最大幅は約23m、落差は約9mである

。さらに水の落下する力が強いため、大きな滝壺が形成されていて、滝の部分は開けている。これに対して、この滝よりも下流側は、暫くの区間が谷川となっていて、その川幅も滝周辺と比べると狭くなっている。

## 滝の名称の由来
ゴールドラッシュの時代に金を求めてフレーザー川流域を旅していた者達、すなわち「overlanders(冒険的旅人)」に由来した名称である

。
1862年に、約70人の男女がフォート・ガリー（現在で言う、カナダのマニトバ州のウィニペグ）から、この滝まで金を求めてやってきた時、約半数の者は金を諦めて、結局、ノーストンプソン川を下ってカムループスへ向かった。残りの者達は、なおも金を求めて進み、1862年の晩秋に目的地として目指していたen:Barkerville, British Columbiaに到着できたものの、結局、金にはありつけなかった

。このような逸話があるために、この滝は「オーバーランダー滝」と呼ばれている。

## 滝の周辺の施設と観光

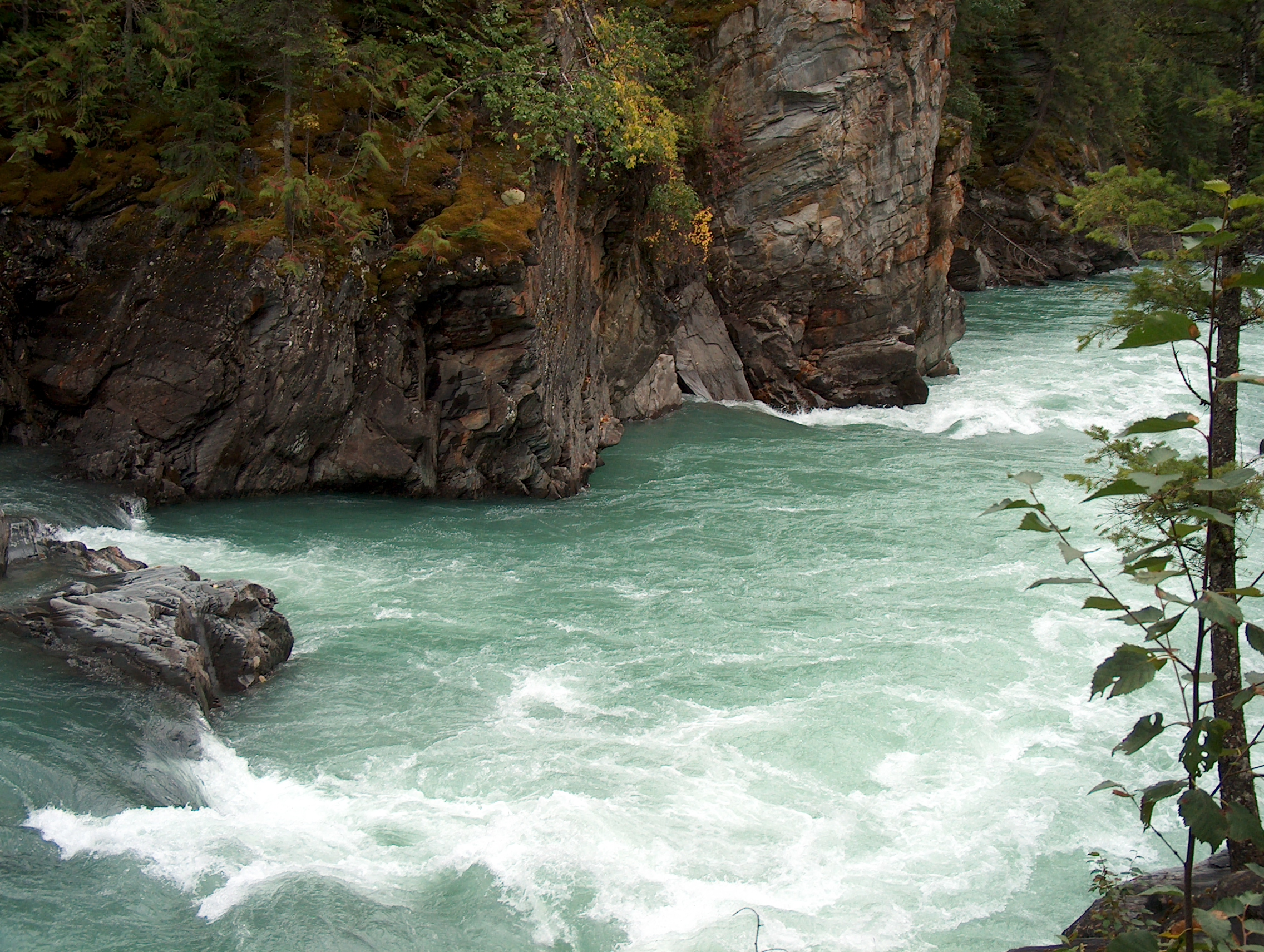
オーバーランダー滝の下流側に存在する、フレーザー川の急流。カヤックの名所の1つ。

周辺には、ロブソン山州立公園のビジターセンターが作られており、毎年だいたい5月から10月にかけて（夏期のみ）に開設されている

。ビジターセンターから東に約1600m進んだ場所にある道から滝に向かうことができ

、時間はかかるものの充分に歩いて行ける距離である。さらに、イエローヘッド高速道路の一部に当たる、ブリティッシュコロンビア州高速道路16号線が、この滝の東西方向に建設されていて、500mほどの場所に駐車場がある

。このように交通の便が良いため、容易にこの滝を見物することがてきる

。
なお、ビジターセンターを基点としてオーバーランダー滝の観光を行った場合、自動車を使うなどすれば最短10分程で見物ができる。ゆっくりと時間を使っても3時間くらいで観光することができ

、カヤックを楽しむ人達にとっても有名な場所である。

## 主な参考文献
- カナダのブリティッシュコロンビア州のオーバーランダー滝